# Cernoy
Ne doit pas être confondu avec Cernay.
Cernoy est une commune française située dans le département de l'Oise en région Hauts-de-France.

## Géographie

### Description
Cernoy est un village périurbain du Plateau picard située à 66 km au nord de Paris, 33 km à l'est de Beauvais, 21 km à l'ouest de Compiègne et à 54 km au sud d'Amiens.
La commune est située sur un plateau et  s'étend entre 100 mètres et 155 mètres d'altitude.
Le territoire laisse apparaître son point culminant à la limite méridionale près de la Grande Montagne de Noroy. Le relief peu marqué est entaillé par quelques vallées sèches dont la pente s'oriente du sud vers le nord tel la Fosse à l'Argent, le Fond de Belleval et le Fond du Poirier, où se trouve le point le plus bas de la commune. Le village s'étend entre 120 et 125 mètres au-dessus du niveau de la mer, le hameau de Trois-Étots à 119 mètres.
Au début du XIXe siècle, Louis Graves indiquait que le territoire de Cernoy « est allongé dans la direction du nord au midi; il est formé d'un tertre argileux, boisé, coupé par quelques ondulations de terrain, et il se développe au midi sur la croupe des coteaux qui séparent le canton de Saint-Just de celui de Clermont. Il n'a point d'eau courante dans l'étendue  la commune ».

### Communes limitrophes
|       | Pronleroy  | Cressonsacq     |
| Noroy | Cernoy     |                 |
|       | Fouilleuse | Bailleul-le-Soc |

### Hydrographie
La commune est située dans le bassin Seine-Normandie. Elle n'est drainée par aucun cours d'eau,.
On trouve une mare rénovée au hameau de Trois-Etots ainsi qu'une grande mare au nord du chef-lieu et des étangs privés.
La présence de vallons témoigne d'une ancienne présence de ruisseaux, s'orientant au nord vers le bassin versant de l'Aronde dont la limite se trouve au sud de la commune.
Le hameau de Trois-Etots, par sa proximité avec plusieurs étangs, est situé au-dessus de nappes phréatiques sous-affleurantes.

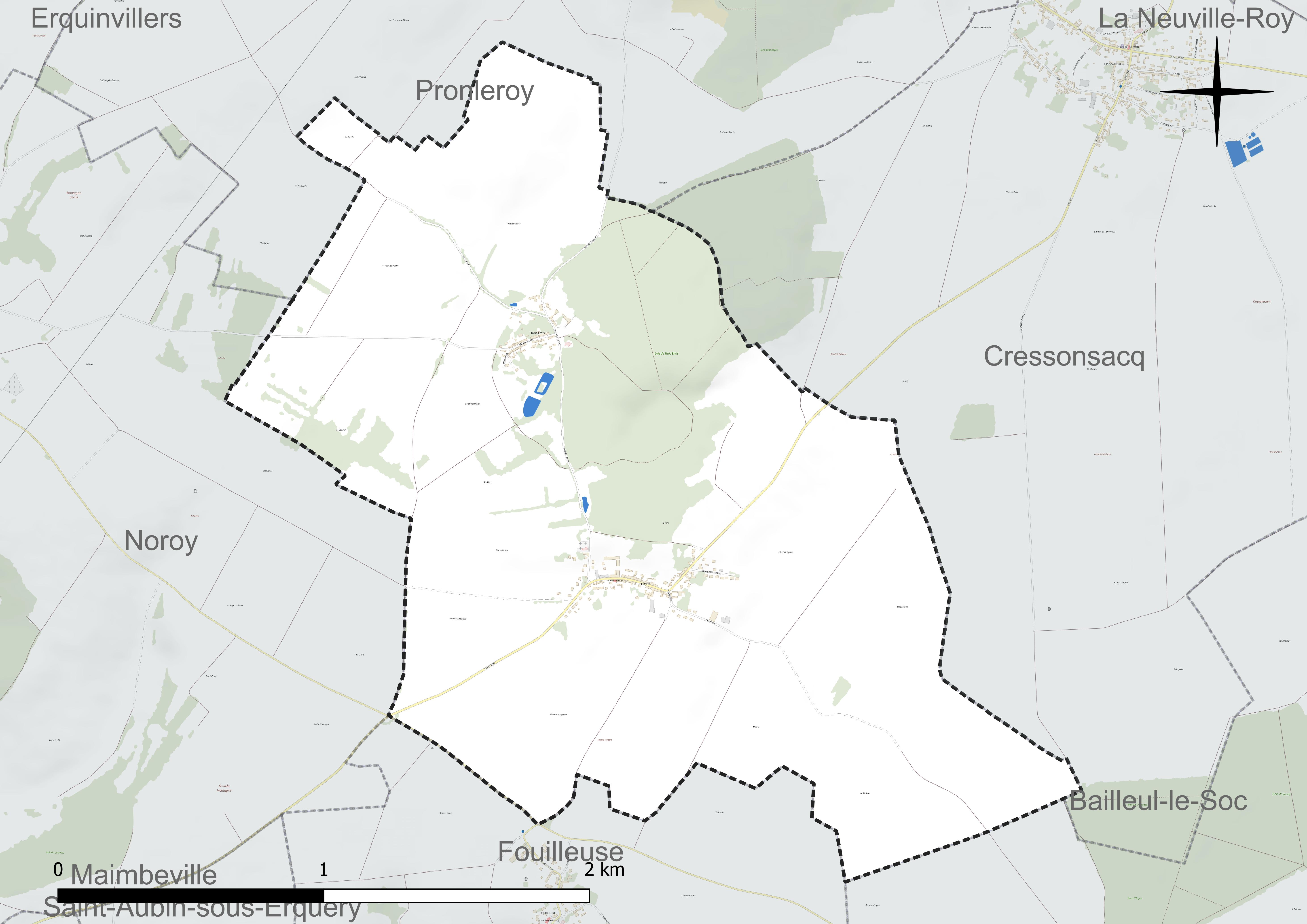
Réseau hydrographique de Cernoy.

### Climat
Pour des articles plus généraux, voir Climat des Hauts-de-France et Climat de l'Oise.
En 2010, le climat de la commune est de type climat océanique dégradé des plaines du Centre et du Nord, selon une étude du CNRS s'appuyant sur une série de données couvrant la période 1971-2000. En 2020, Météo-France publie une typologie des climats de la France métropolitaine dans laquelle la commune est exposée à un climat océanique et est dans la région climatique Nord-est du bassin Parisien, caractérisée par un ensoleillement médiocre, une pluviométrie moyenne régulièrement répartie au cours de l'année et un hiver froid (3 °C).
Pour la période 1971-2000, la température annuelle moyenne est de 10,5 °C, avec une amplitude thermique annuelle de 14,5 °C. Le cumul annuel moyen de précipitations est de 698 mm, avec 10,8 jours de précipitations en janvier et 8,1 jours en juillet. Pour la période 1991-2020, la température moyenne annuelle observée sur la station météorologique la plus proche, située sur la commune de Godenvillers à 17 km à vol d'oiseau, est de 11,1 °C et le cumul annuel moyen de précipitations est de 701,9 mm,. Pour l'avenir, les paramètres climatiques de la commune estimés pour 2050 selon différents scénarios d'émission de gaz à effet de serre sont consultables sur un site dédié publié par Météo-France en novembre 2022.

### Milieux naturels et biodiversité
Hormis les espaces bâtis couvrant 15 hectares soit 3 % de la surface communale, le territoire comprend 72 % d'espaces cultivés sur 361 hectares, 16 % d'espaces boisés sur 81 hectares ainsi que 39 hectares de vergers et de prairies.
La surface boisée correspond au bois de Trois-Étots entouré par quelques bosquets autour de Trois-Étots. Ce dernier constitue une zone naturelle d'intérêt écologique, faunistique et floristique de type 1.
Un arbre remarquable dans la rue des saules : un saule blanc âgé de 200 ans avec son dédoublement de tronc (non labellisé).

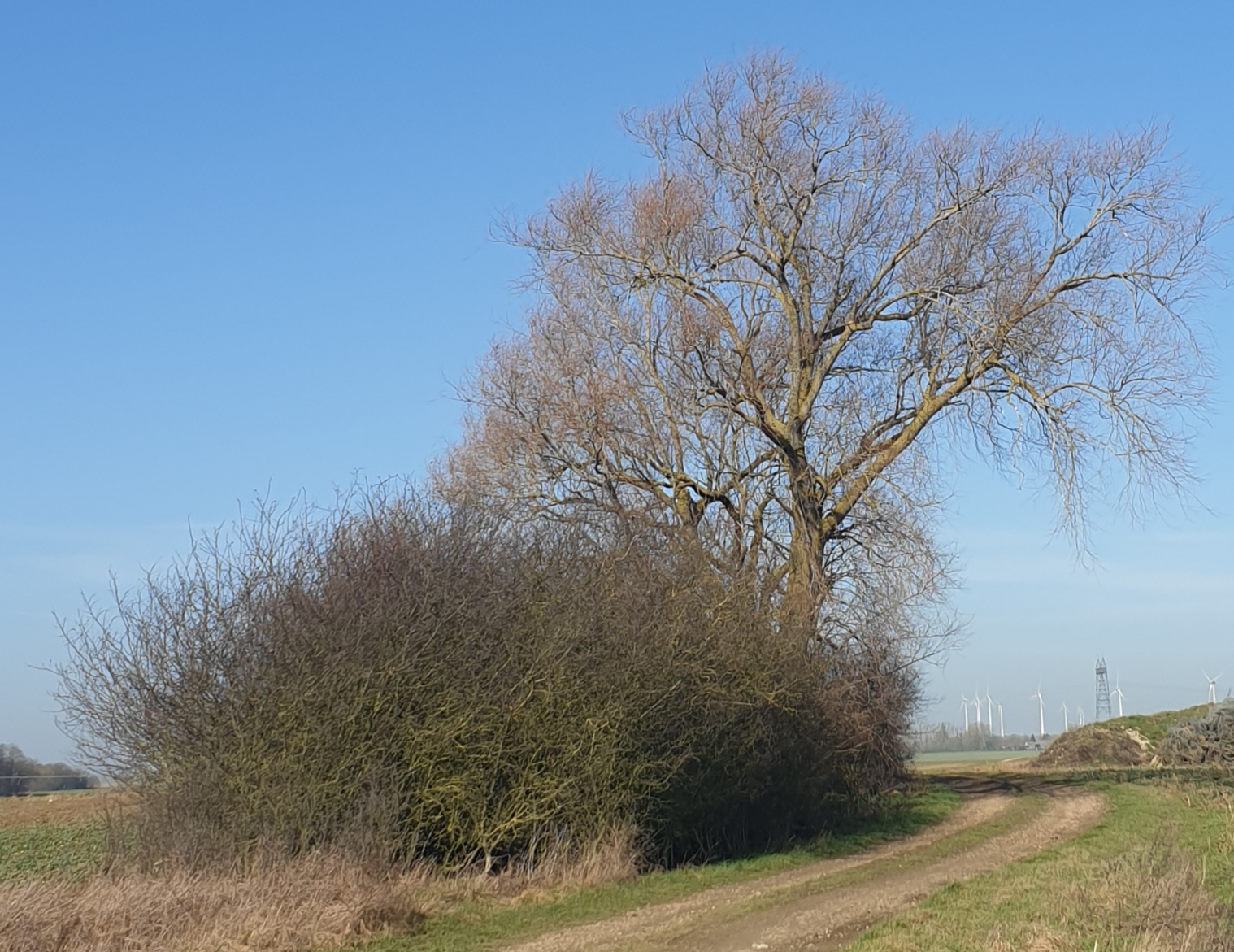
Saule Blanc de 200 ans
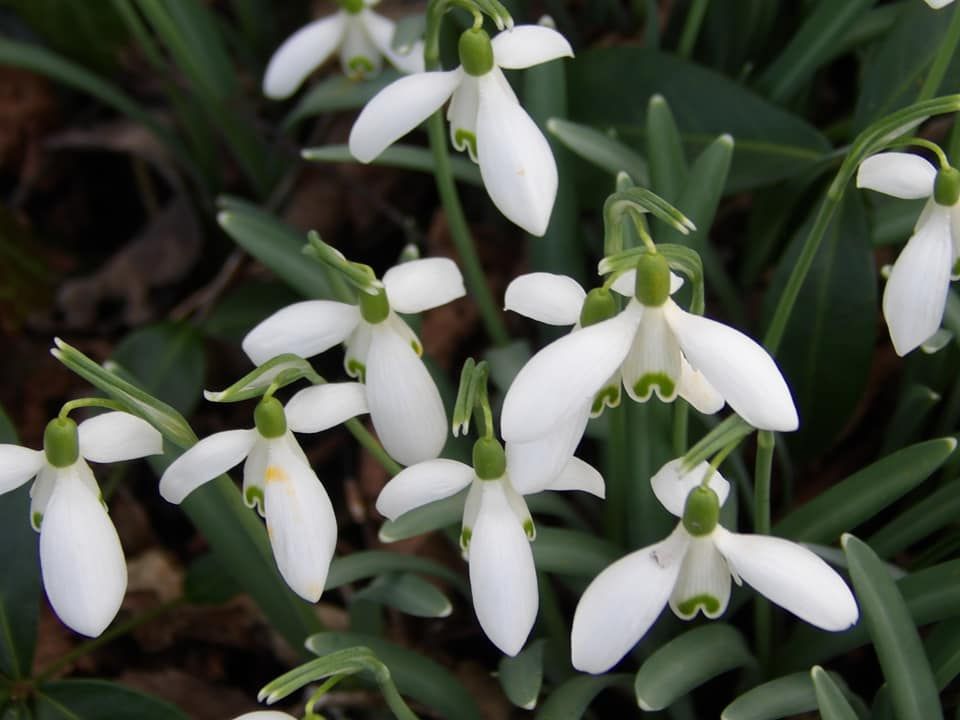
Perce Neige à Trois-Etôts
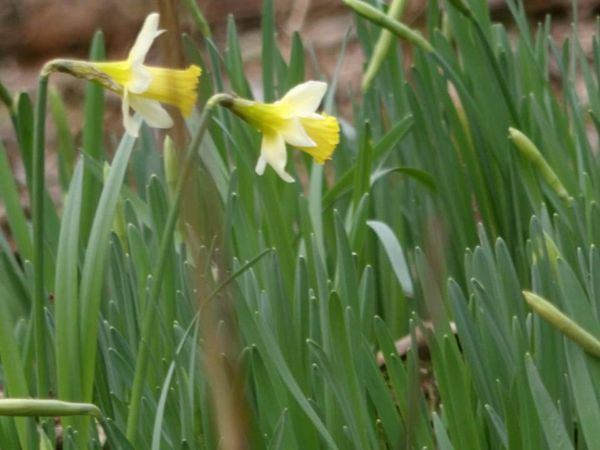
Hameau de Trois-Etots

## Urbanisme

### Typologie
Au 1er janvier 2024, Cernoy est catégorisée commune rurale à habitat dispersé, selon la nouvelle grille communale de densité à sept niveaux définie par l'Insee en 2022.
Elle est située hors unité urbaine. Par ailleurs la commune fait partie de l'aire d'attraction de Paris, dont elle est une commune de la couronne,.

### Occupation des sols
L'occupation des sols de la commune, telle qu'elle ressort de la base de données européenne d'occupation biophysique des sols Corine Land Cover (CLC), est marquée par l'importance des territoires agricoles (87,6 % en 2018), une proportion identique à celle de 1990 (87,6 %). La répartition détaillée en 2018 est la suivante :
terres arables (73,2 %), zones agricoles hétérogènes (14,3 %), forêts (12,4 %). L'évolution de l'occupation des sols de la commune et de ses infrastructures peut être observée sur les différentes représentations cartographiques du territoire : la carte de Cassini (XVIIIe siècle), la carte d'état-major (1820-1866) et les cartes ou photos aériennes de l'IGN pour la période actuelle (1950 à aujourd'hui).

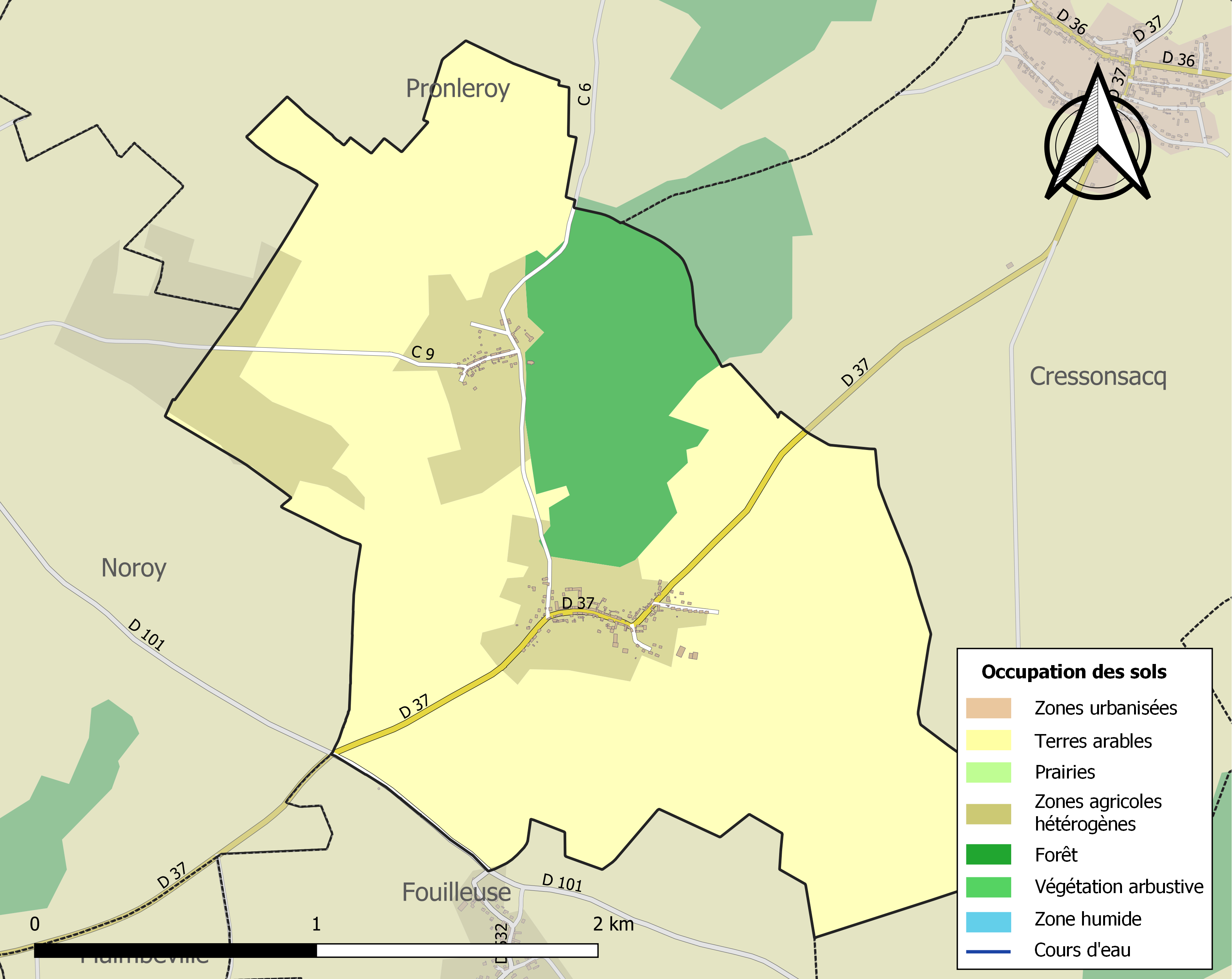
Carte des infrastructures et de l'occupation des sols de la commune en 2018 (CLC).

### Lieux-dits, hameaux et écarts
Hormis le chef-lieu, la commune possède un hameau, Trois-Étots au nord.

Le hameau de Trois-Étots
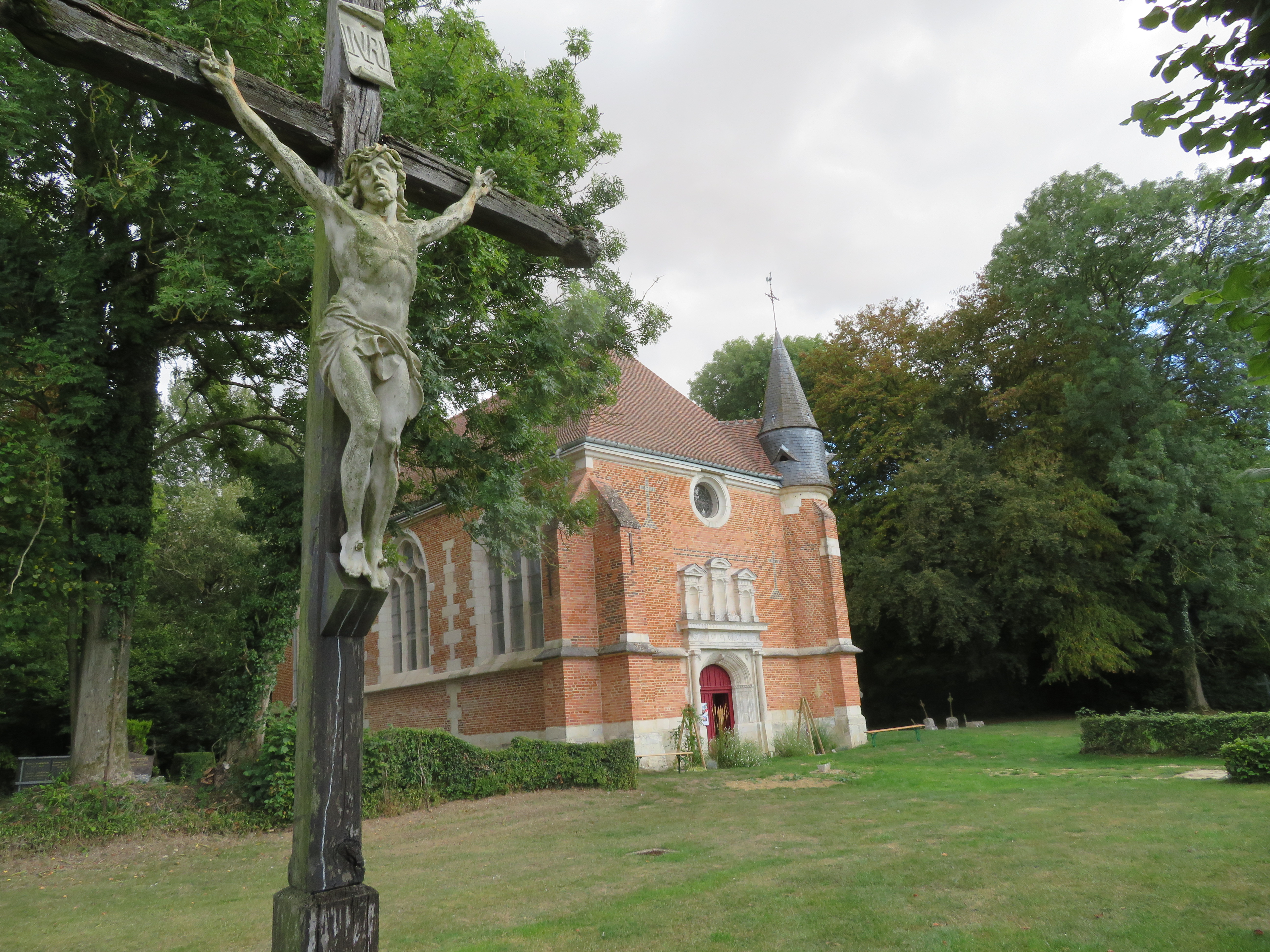
Hameau de Trois-Etôts
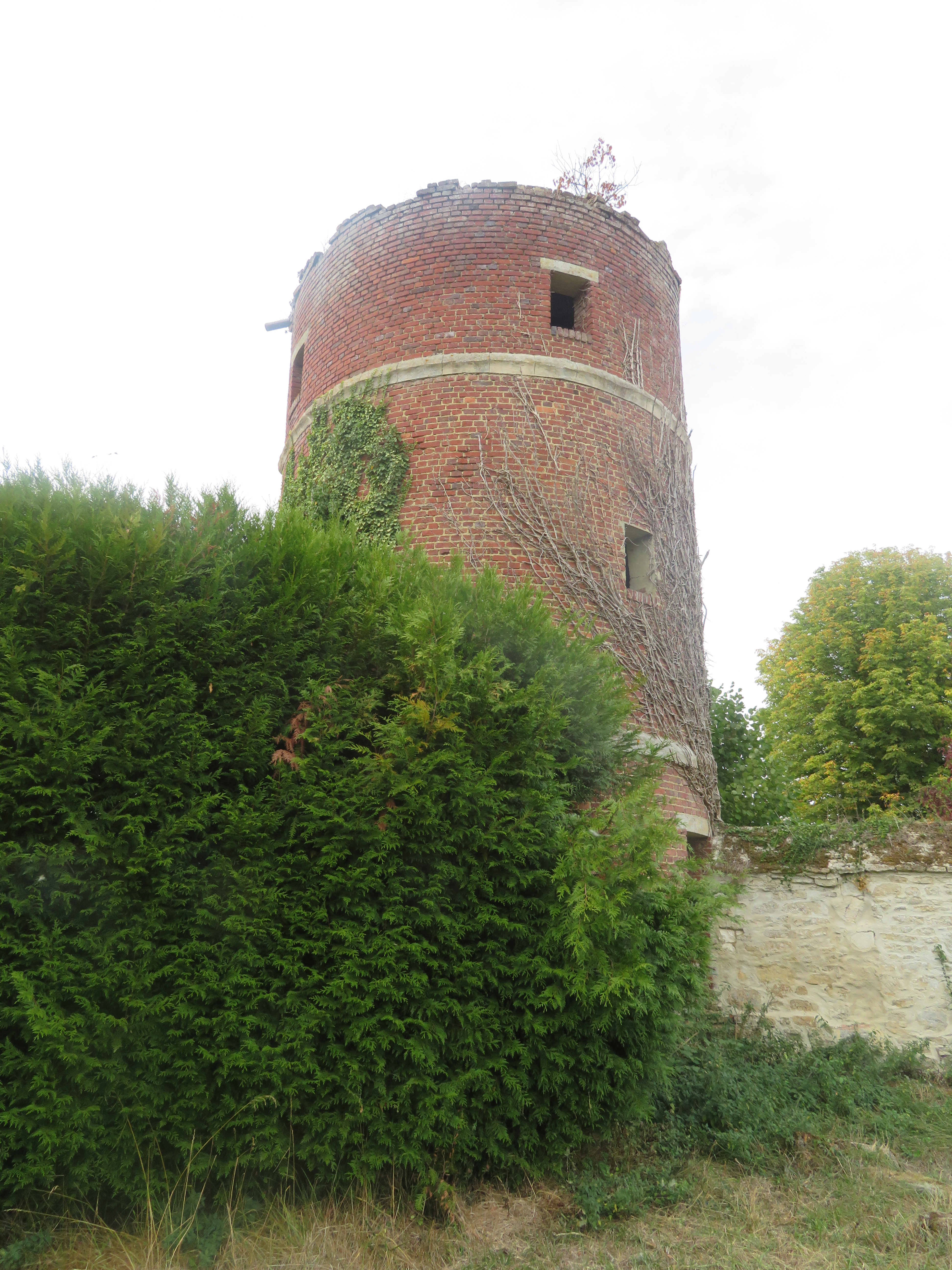
Manoir de Trois-Etôts

### Habitat et logement
En 2018, le nombre total de logements dans la commune était de 111, alors qu'il était de 102 en 2013 et de 84 en 2008.
Parmi ces logements, 91,2 % étaient des résidences principales, 4,9 % des résidences secondaires et 3,9 % des logements vacants. Ces logements étaient pour 100 % d'entre eux des maisons individuelles et pour 0 % des appartements.
Le tableau ci-dessous présente la typologie des logements à Cernoy en 2018 en comparaison avec celle de l'Oise et de la France entière. Une caractéristique marquante du parc de logements est ainsi une proportion de résidences secondaires et logements occasionnels (4,9 %) supérieure à celle du département (2,5 %) et à celle de la France entière (9,7 %). Concernant le statut d'occupation de ces logements, 90,1 % des habitants de la commune sont propriétaires de leur logement (93,7 % en 2013), contre 61,4 % pour l'Oise et 57,5 pour la France entière.
| Typologie                                               | Cernoy | Oise | France entière |
| ------------------------------------------------------- | ------ | ---- | -------------- |
| Résidences principales (en %)                           | 91,2   | 90,4 | 82,1           |
| Résidences secondaires et logements occasionnels (en %) | 4,9    | 2,5  | 9,7            |
| Logements vacants (en %)                                | 3,9    | 7,1  | 8,2            |

### Voies de communications et transports

#### Voies de communication
La commune est traversée par deux  routes départementales : la RD 37 et la RD 101.
La route départementale 37, de Breuil-le-Sec à Neufvy-sur-Aronde est le principal axe de circulation permettant d'accéder à l'agglomération de Clermont, la plus proche. Elle traverse la commune d'est en ouest par la rue Saint-Remy. Son tracé correspondrait à une ancienne voie romaine reliant Clermont à Gournay-sur-Aronde par Saint-Aubin-sous-Erquery et Moyenneville.
La route départementale 101, reliant Bulles à Estrées-Saint-Denis longe la limite communale sud et accède aux villages limitrophes de Noroy, Fouilleuse et Bailleul-le-Soc. Une route communale relie le village et le hameau deTrois-Etots, d'où l'on peut relier Pronleroy ou Noroy. Le chemin de Pont, en partie goudronné, se prolonge par un chemin..
L'aéroport de Beauvais-Tillé se trouve à 41 km à l'ouest et l'aéroport de Paris-Charles-de-Gaulle se situe à 62 km au sud-est. Il n'existe pas de liaisons par transports en commun entre la commune et ces aéroports.

#### Transports
Les stations SNCF les plus proches sont celles : 
- d'Estrées-Saint-Denis, à 7 km à l'est, desservie par des trains TER Hauts-de-France, express ou omnibus, qui effectuent des missions entre les gares Amiens et de Compiègne ;
- d'Avrechy à 8 km à l'ouest, desservie par des trains TER Hauts-de-France de la ligne P10, circulant entre les gares de Creil et d'Amiens.

Cernoy est desservie est desservie, en 2023, par les lignes 6304 et 6341 du réseau interurbain de l'Oise.
Deux arrêts ont été établis, l'un à l'école de Cernoy, le second au hameau de Trois-Étots.
Une navette de regroupement pédagogique intercommunal (ligne 6803) relie le village au groupe scolaire de Lieuvillers, avec la commune de Noroy.
La commune fait partie d'un dispositif de transport solidaire autonome "Le rezo pouce" autostop volontaire" sécurisant et d'un rézo senior pour les ainés, organisé par la communauté de communes du Plateau Picard[réf. nécessaire].

### Risques naturels et technologiques
La commune se trouve en zone de sismicité 1, c'est-à-dire très faiblement exposée aux risques de tremblement de terre.

## Toponymie

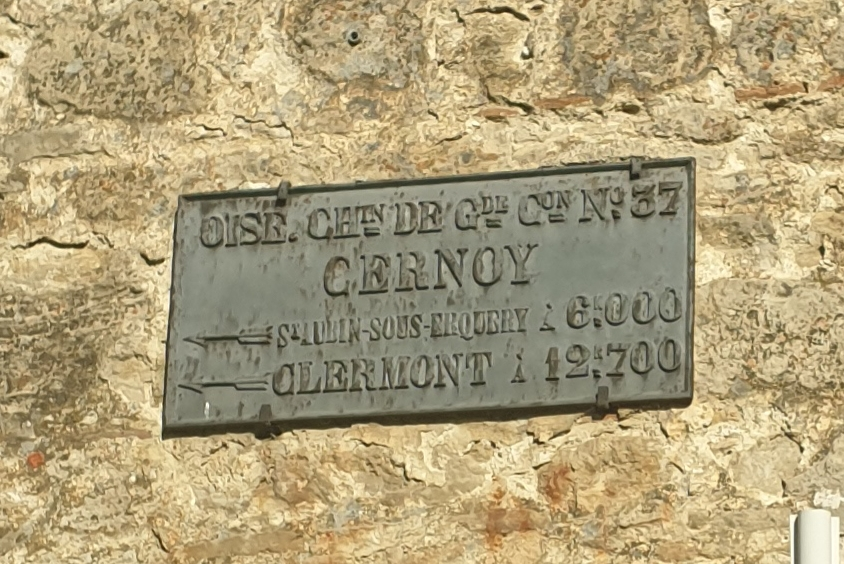
Ancienne plaque de cocher.

Le nom de la localité est attesté sous les formes Cernois en 1222 ; Sarnoy (1222) ; Cernoy (1222) ; Sernoy (1230) ; de Sarnoy a Pruneroy (1281) ; Cervoy (1547) ; Cernoi (1550).
Voir Cernay.

## Histoire
Louis Graves indiquait « Les anciennes paroisses de Cernay et de Trois-Étots, dont le territoire a peu d'étendue ,et dont la population est faible, furent réunies en 1826 à la commune de Noroy. Les réclamations des localités, fondées sur l'éloignement du nouveau chef-lieu, ont fait modifier cette circonscription, après un intervalle de sept années. Par ordonnance du 15 septembre 1833, les villages de Noroy et de Trois-Étots ont été détachés de Noroy ; mais au lieu de composer, comme par le passé deux municipalités distinctes, ils sont demeurés réunis en une seule commune dont le chef-lieu a été fixé à Cernay ».
Cernoy, sous l'Ancien Régime, n'était pas une paroisse mais était rattachée à celle de Noroy. Son église est dévasté durant les guerres du XVe siècle et le logement du vicaire transformé en écurie. Il aurait existé au XIIe siècle un couvent dénommé Sainte-Croix.
Trois-Étots est une ancienne seigneurie qui appartenait au XIVe siècle à la maison de Villers-Saint-Paul, alors l'une des plus importantes du Beauvaisis.
Cernoy possédait au début du XIXe siècle, après l'intégration de Trois-Étots, une fontaine publique , une sablonnière, et quelques parcelles de friche. La population était alors constituée par des agriculteurs, des bûcherons et des charretiers. Des femmes étaient occupées à la couture des gants.

## Politique et administration

### Rattachements administratifs et électoraux

#### Rattachements administratifs
La commune se trouve depuis 1942 dans l'arrondissement de Clermont du département de l'Oise.
Elle faisait partie depuis 1803 du canton de Saint-Just-en-Chaussée. Dans le cadre du redécoupage cantonal de 2014 en France, cette circonscription administrative territoriale a disparu, et le canton n'est plus qu'une circonscription électorale.

#### Rattachements électoraux
Pour les élections départementales, la commune fait partie depuis 2014 du canton d'Estrées-Saint-Denis
Pour l'élection des députés, elle fait partie de la première circonscription de l'Oise.

### Intercommunalité
Cernoy  est membre de la communauté de communes du Plateau Picard, un établissement public de coopération intercommunale (EPCI) à fiscalité propre créé fin 1999 et auquel la commune a transféré un certain nombre de ses compétences, dans les conditions déterminées par le code général des collectivités territoriales.

### Liste des maires
| Période                                  | Période                       | Identité        | Étiquette | Qualité                                                                             |
| ---------------------------------------- | ----------------------------- | --------------- | --------- | ----------------------------------------------------------------------------------- |
| Les données manquantes sont à compléter. |                               |                 |           |                                                                                     |
| mars 2001                                | 2008                          | Nicole Traen    | SE        |                                                                                     |
| mars 2008                                | En cours (au 15 janvier 2022) | Isabelle Barthe | SE        | Vice-présidente de la CC du Plateau Picard (2016 →) Réélue pour le mandat 2020-2026 |

## Population et société

### Démographie

#### Évolution démographique
L'évolution du nombre d'habitants est connue à travers les recensements de la population effectués dans la commune depuis 1793. Pour les communes de moins de 10 000 habitants, une enquête de recensement portant sur toute la population est réalisée tous les cinq ans, les populations de référence des années intermédiaires étant quant à elles estimées par interpolation ou extrapolation. Pour la commune, le premier recensement exhaustif entrant dans le cadre du nouveau dispositif a été réalisé en 2004.

En 2022, la commune comptait 294 habitants, en évolution de −1,34 % par rapport à 2016 (Oise : +0,87 %, France hors Mayotte : +2,11 %).
| 1793 | 1800 | 1806 | 1821 | 1836 | 1841 | 1846 | 1851 | 1856 |
| ---- | ---- | ---- | ---- | ---- | ---- | ---- | ---- | ---- |
| 131  | 139  | 138  | 112  | 192  | 174  | 191  | 199  | 215  |

| 1861 | 1866 | 1872 | 1876 | 1881 | 1886 | 1891 | 1896 | 1901 |
| ---- | ---- | ---- | ---- | ---- | ---- | ---- | ---- | ---- |
| 199  | 210  | 197  | 192  | 200  | 208  | 202  | 185  | 175  |

| 1906 | 1911 | 1921 | 1926 | 1931 | 1936 | 1946 | 1954 | 1962 |
| ---- | ---- | ---- | ---- | ---- | ---- | ---- | ---- | ---- |
| 170  | 191  | 141  | 135  | 130  | 110  | 120  | 108  | 84   |

| 1968 | 1975 | 1982 | 1990 | 1999 | 2004 | 2006 | 2009 | 2014 |
| ---- | ---- | ---- | ---- | ---- | ---- | ---- | ---- | ---- |
| 87   | 94   | 100  | 145  | 189  | 213  | 215  | 232  | 290  |

| 2019 | 2022 | - | - | - | - | - | - | - |
| ---- | ---- | - | - | - | - | - | - | - |
| 295  | 294  | - | - | - | - | - | - | - |

#### Pyramide des âges
La population de la commune est relativement jeune.
En 2018, le taux de personnes d'un âge inférieur à 30 ans s'élève à 41,7 %, soit au-dessus de la moyenne départementale (37,3 %). À l'inverse, le taux de personnes d'âge supérieur à 60 ans est de 10,5 % la même année, alors qu'il est de 22,8 % au niveau départemental.
En 2018, la commune comptait 147 hommes pour 149 femmes, soit un taux de 50,34 % de femmes, légèrement inférieur au taux départemental (51,11 %).
Les pyramides des âges de la commune et du département s'établissent comme suit.
| Hommes | Classe d’âge | Femmes |
| ------ | ------------ | ------ |
| 0,0    | 90 ou +      | 0,7    |
| 0,7    | 75-89 ans    | 3,4    |
| 7,5    | 60-74 ans    | 8,8    |
| 24,5   | 45-59 ans    | 19,6   |
| 25,9   | 30-44 ans    | 25,7   |
| 17,0   | 15-29 ans    | 12,8   |
| 24,5   | 0-14 ans     | 29,1   |

| Hommes | Classe d’âge | Femmes |
| ------ | ------------ | ------ |
| 0,5    | 90 ou +      | 1,4    |
| 5,5    | 75-89 ans    | 7,6    |
| 15,6   | 60-74 ans    | 16,3   |
| 20,8   | 45-59 ans    | 20     |
| 19,4   | 30-44 ans    | 19,4   |
| 17,6   | 15-29 ans    | 16,2   |
| 20,6   | 0-14 ans     | 19,1   |

### Manifestations culturelles et festivités
Le Celebration days festival est un festival de musique rock organisé depuis 2008 au bois de Cernoy. En 2019, il a présenté 29 concerts dont ont profité les festivaliers pendant 3 jours ,

### Associations
- L'association Trois-Etôts Renaissance qui organise chaque année le marché de l'apéro en avril, la fête de la musique et d'autres événements ponctuels notamment des expositions.
- Association pour la sauvegarde de la Chapelle de Trois-Etôts.

## Culture locale et patrimoine

### Lieux et monuments

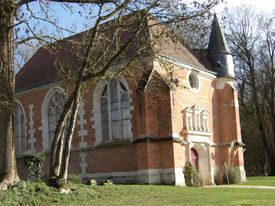
Chapelle à Trois-Etôts

La commune compte un monument historique sur son territoire : la Chapelle de Trois-Etôts.
- La chapelle  date de 1544 et est érigée au milieu du petit cimetière du hameau de Trois-Étôts où se trouve la sépulture d'un "grognard" de l'armée napoléonienne.
:D'architecture polychrome, elle se distingue des autres églises de la région (généralement en pierre) par sa construction en brique rouge chaînée de pierre de calcaire blanc. Elle possède un portail Renaissance et un autel-retable remarquable[30],[31].
La chapelle est classée au titre des monuments historiques depuis 1970[32].

On peut également signaler : 
- Église  Saint-Rémi : petit  édifice dont le clocher recouvert d'ardoise est situé au-dessus de la porte.
- Chapelle Notre-Dame-de-Bon-Secours, construite en 1756. On y venait autrefois en pèlerinage[2]
- Manoir de Trois-Étôts : l'une des façades date du XVe siècle, l'autre du XVIe siècle et sont réalisées en  calcaire blanc avec des compartiments de brique en lits réguliers ou posés en oblique. Au rez-de-chaussée, piliers de bois à écussons sculptés, dont un mi-parti de France et de Bretagne. De 1724 à 1813, il est demeuré la propriété de la famille de Herte, et demeure aujourd'hui propriété privée.
- Calvaire qui tient lieu de monument aux morts au Hameau de Trois-Étôts à proximité de la chapelle.
- Calvaire rue de St Rémi devant la Chapelle-Notre-Dame-de-Bon-Secours au sein du village.
- Calvaire rue des Saules
- Calvaire sur la route de Cressonsacq RD37
- La commune compte des anciens porches, portes cochères et mûrs en Pierre protégés par décision municipale[C'est-à-dire ?], dans les différentes rues du village et notamment celle de St Rémi.
- Trois anciennes pompes à eau manuelle dont 2 dans la rue de St Rémi et la 3e rue de la Fontaine à Trois-Etôts ;
- Une ancienne plaque de cocher est fixée sur le mur en face de la mairie rue de St Rémi.

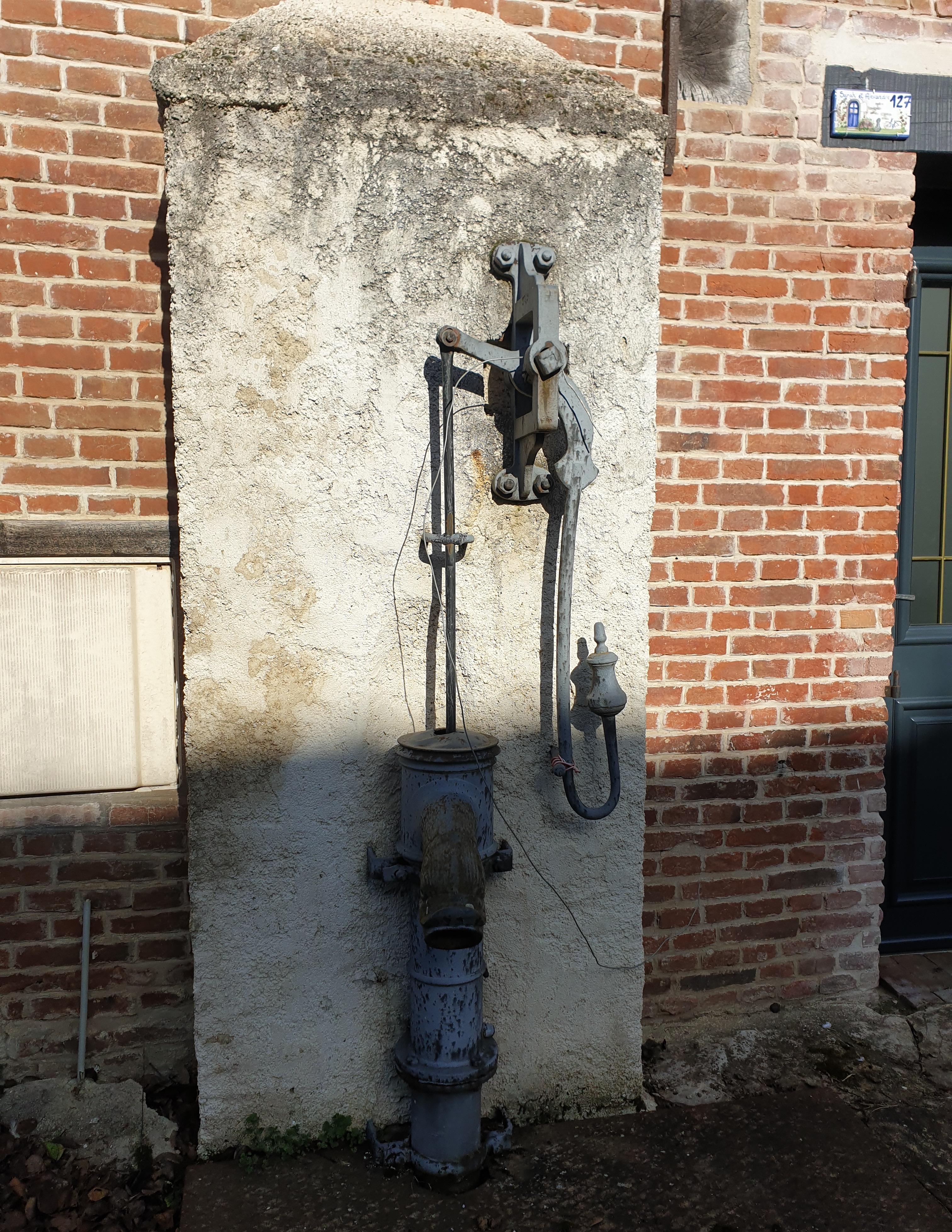
Ancienne pompe à eau (rue de la fontaine)
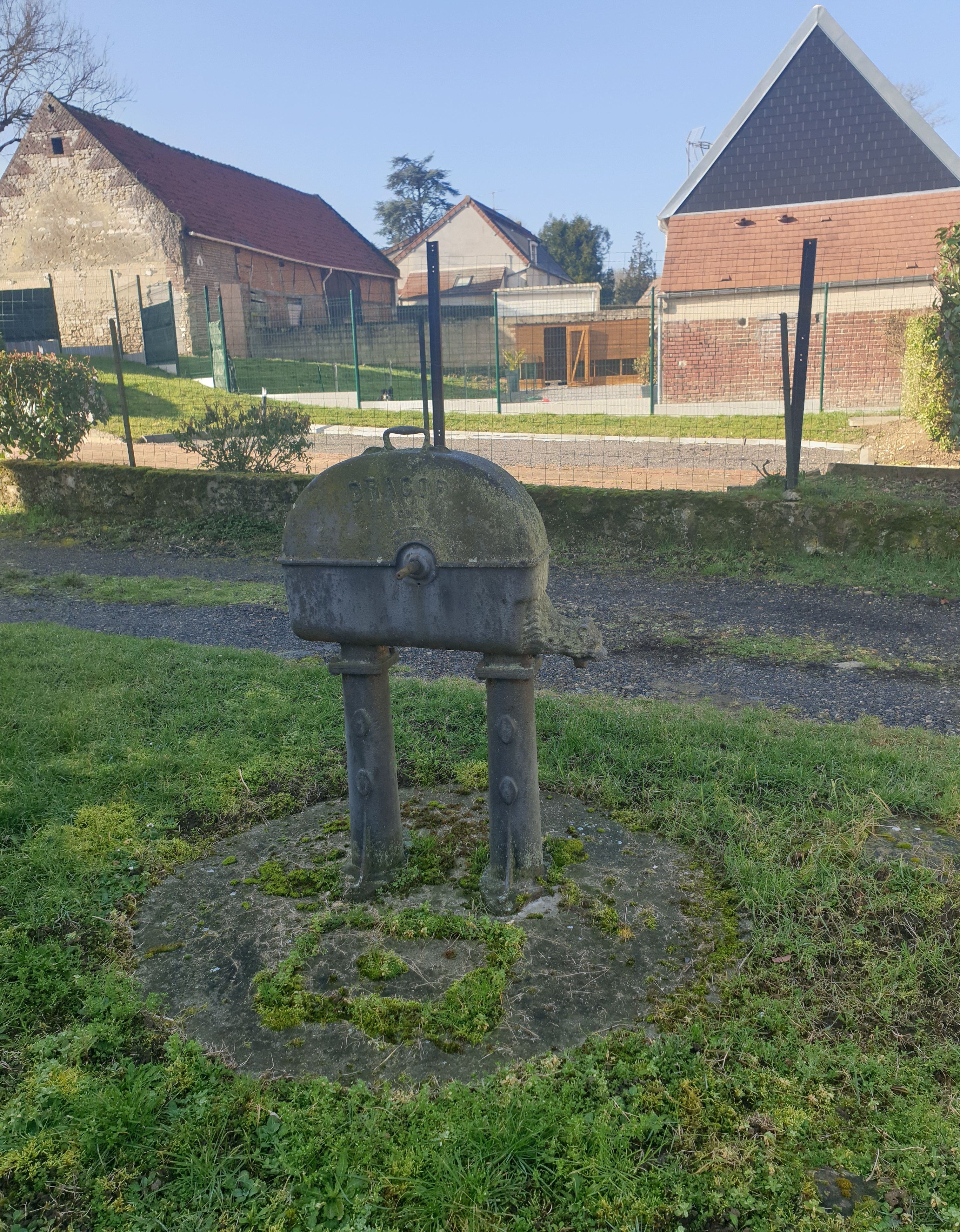
Ancienne pompe à eau (rue St Rémi)
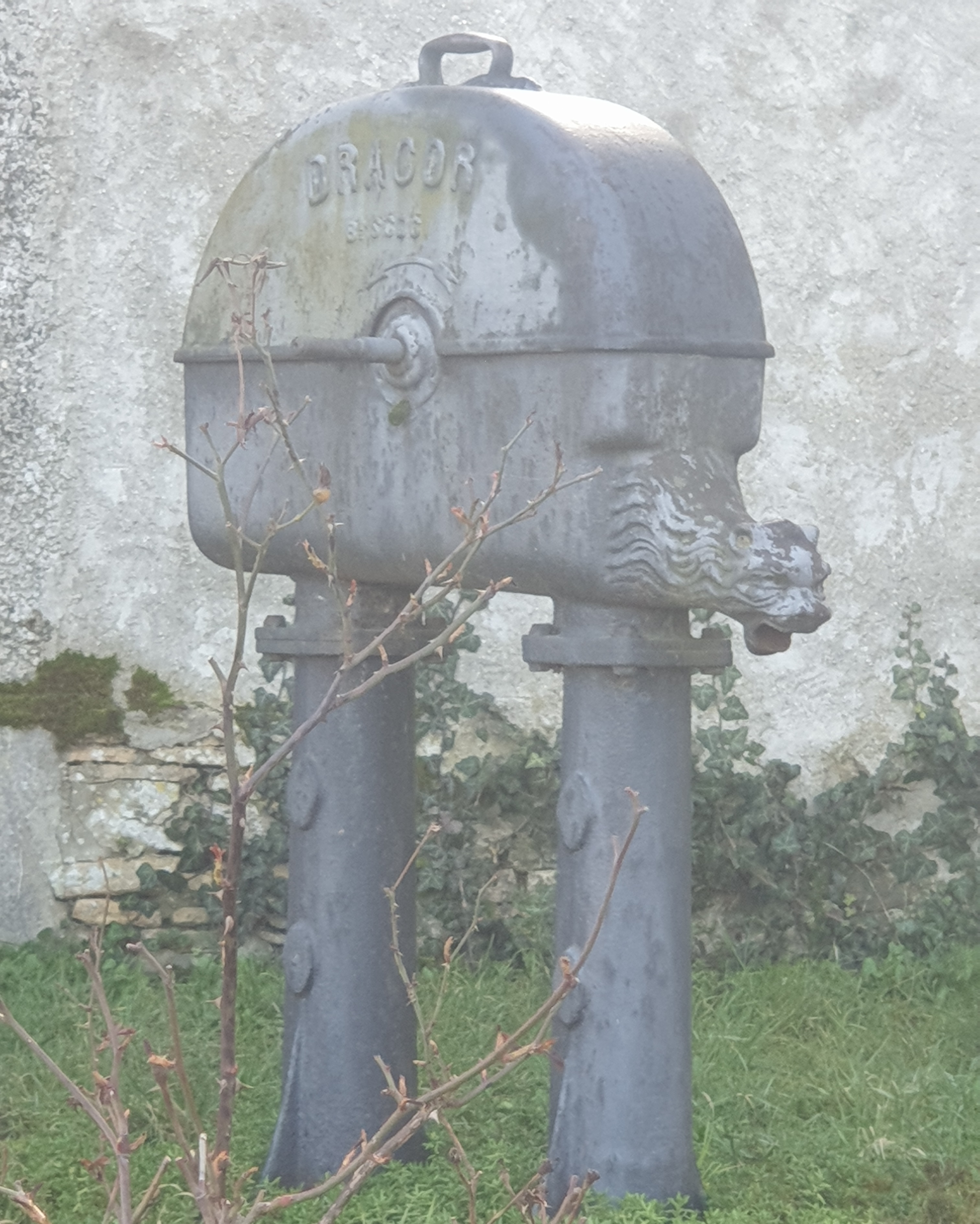
Ancienne pompe à eau rue de St Rémi (vu de profil)
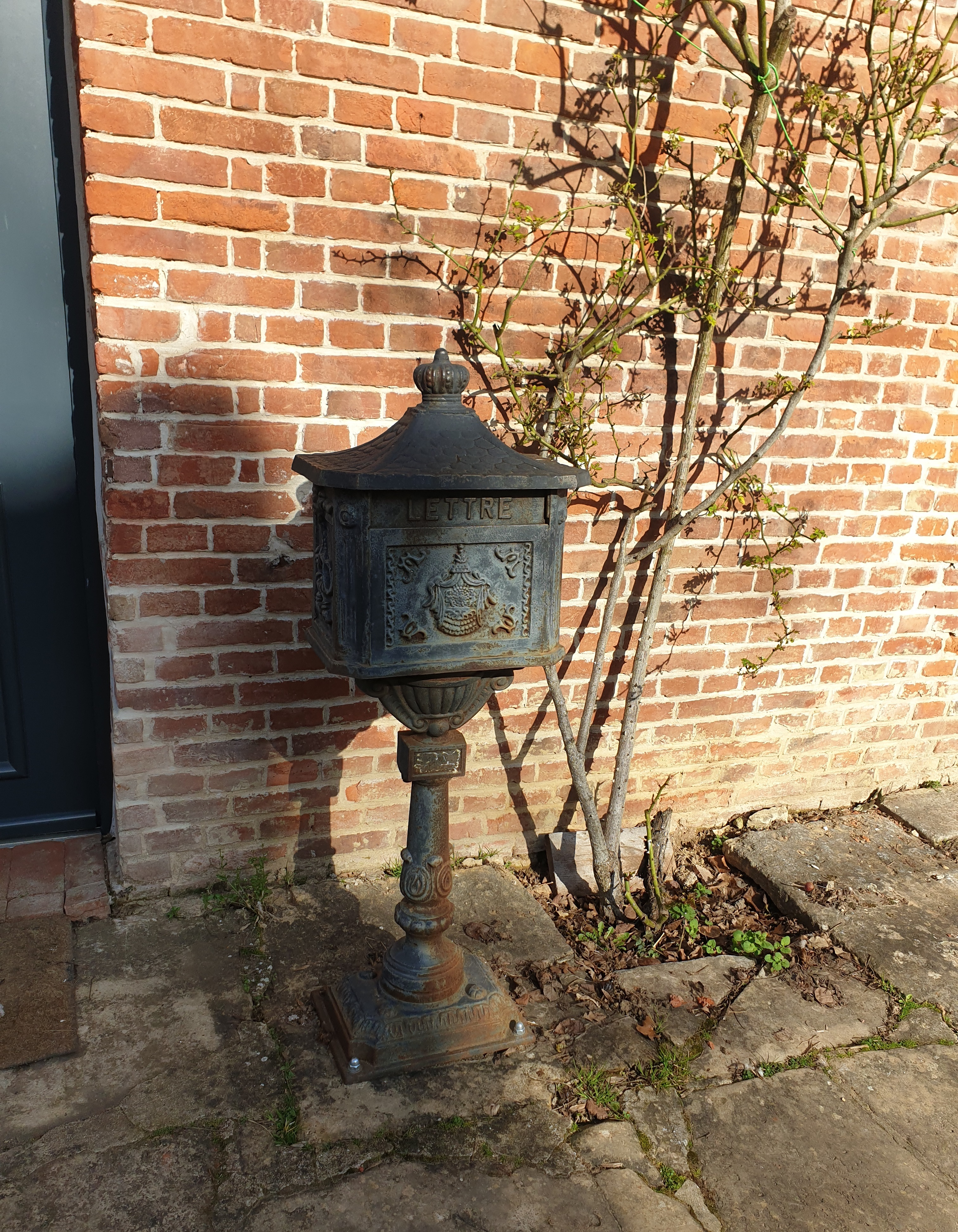
Ancienne boîte aux lettres
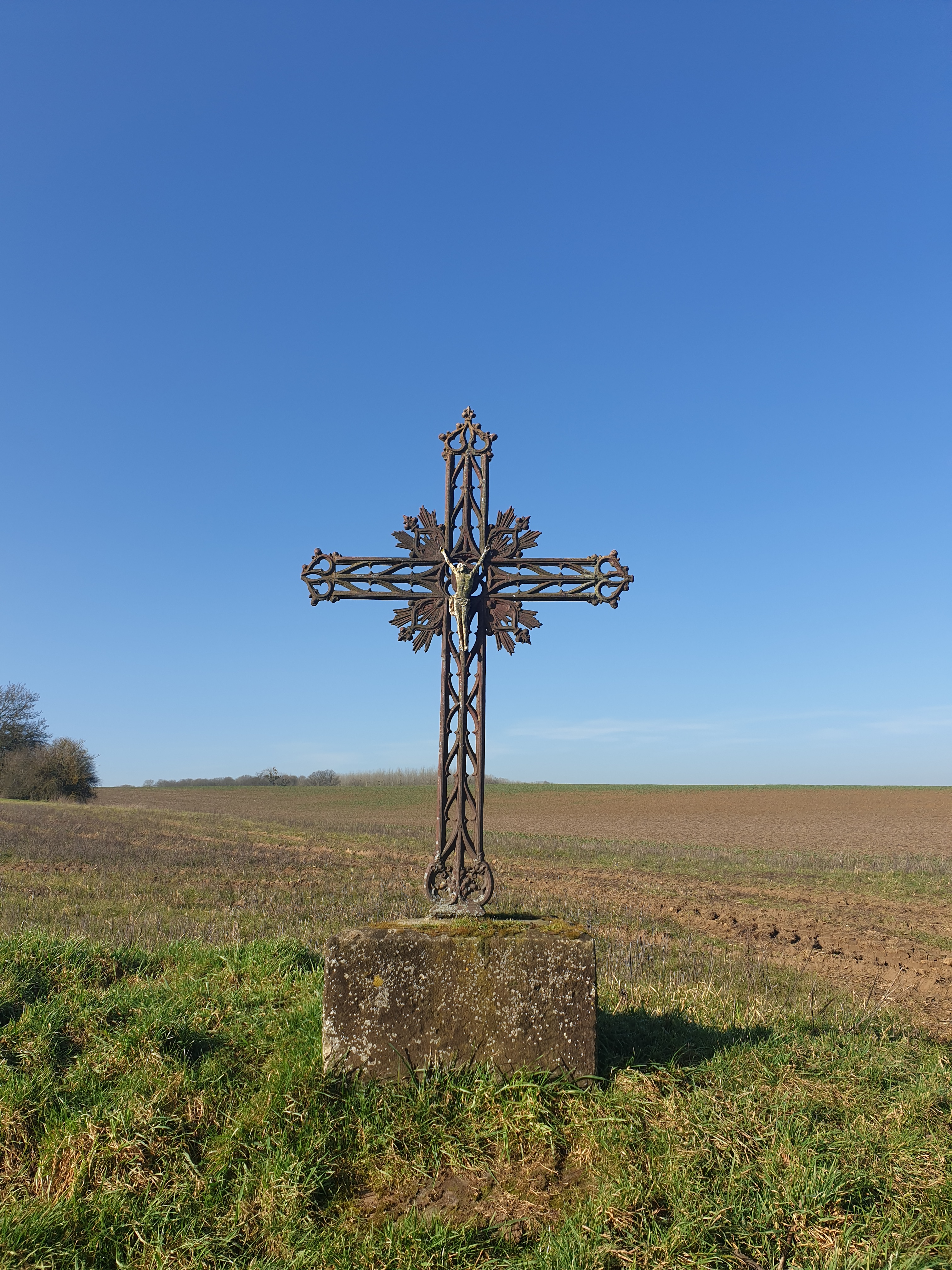
Calvaire rue des Saules
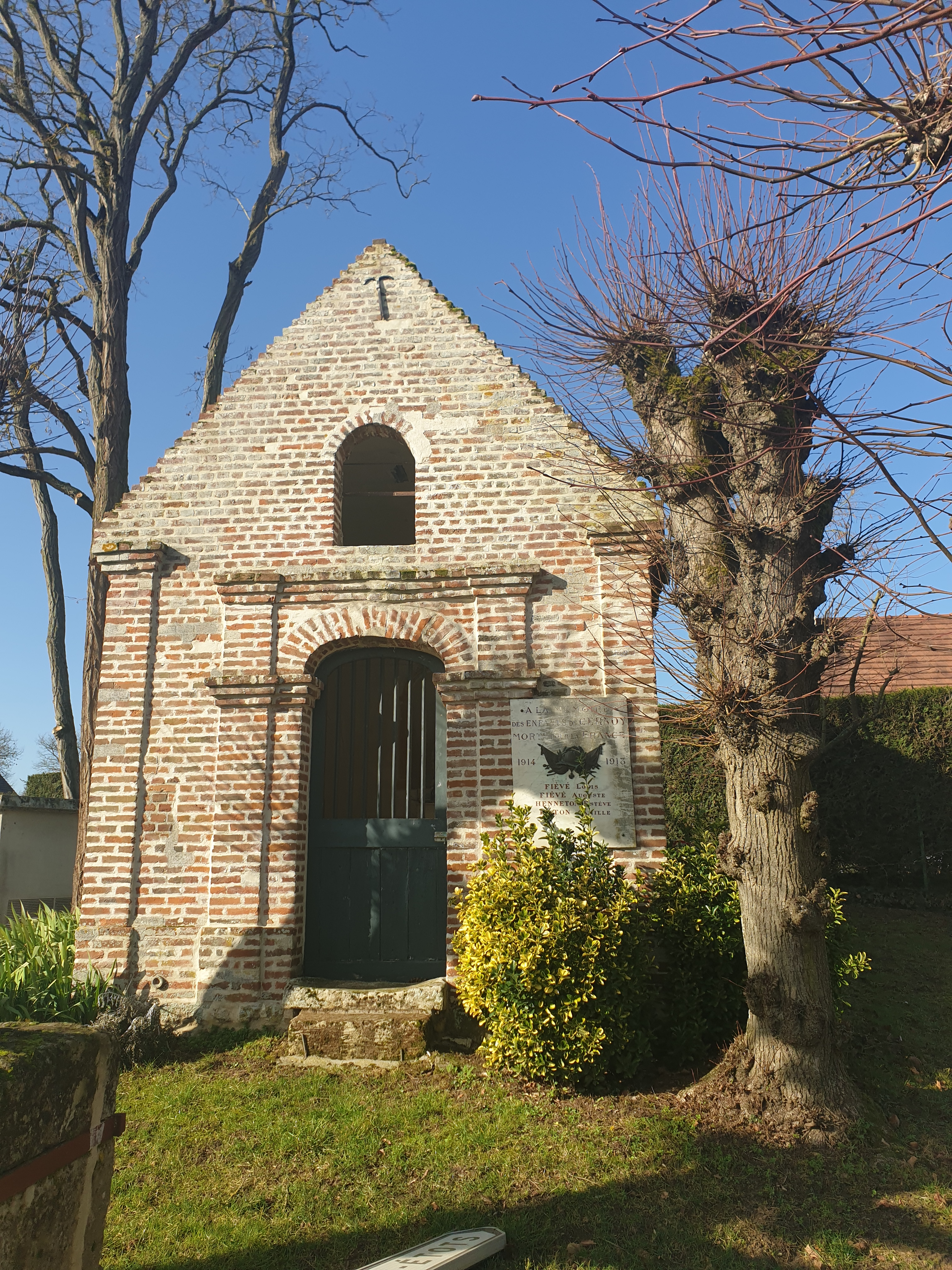
Chapelle Notre-Dame-de-Bon-Secours

### Personnalités liées à la commune
- La seigneurie de Cernoy appartenait au XVIIe siècle à la maison italienne de Doria, l'une des principales de la république de Gênes. Pierre Doria, capitaine de la galère de la Reine[Laquelle ?], a légué Cernoy  en 1630 à son neveu François Desfriches , à condition pour lui et sa descendans de porter le nom et les armes de Doria[2].